# Marte y Rea Silvia

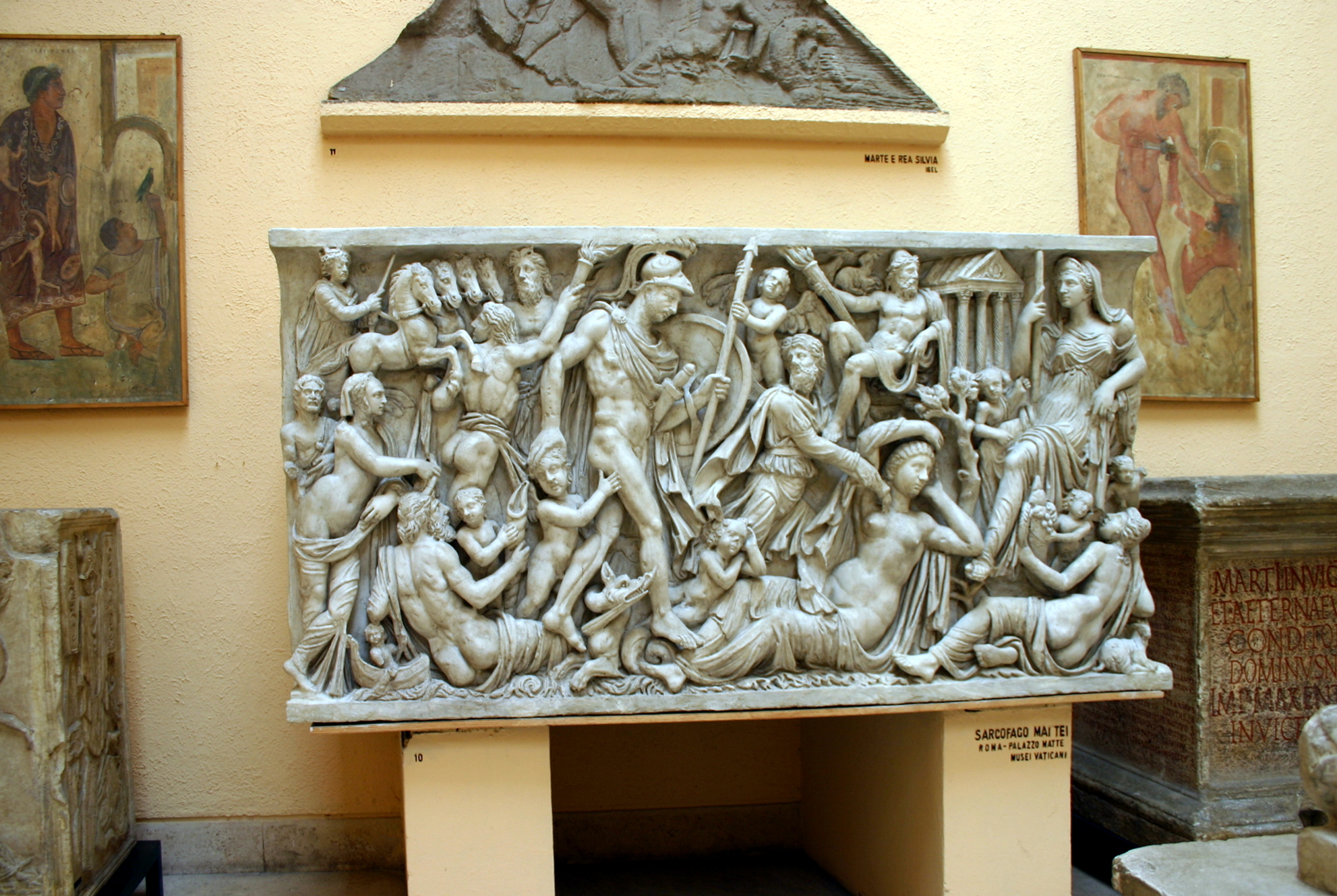
Marte y Rea Silvia en el Sarcófago Mattei I, año 220, Museo della civiltà romana.

Marte y Rea Silvia es un cuadro del pintor Peter Paul Rubens, realizado en 1617, que se encuentra en el Museo Liechtenstein de Viena, Austria.
Rea Silvia es la madre de los fundadores de la ciudad de Roma, Rómulo y Remo, quien fue violada por el dios Marte (el Ares de los griegos).
Numitor, rey de Alba Longa, fue derrocado por su hermano Amulio, quien obligó a su hija Rea Silvia a servir como vestal de la diosa Vesta, lo que la obligaba a treinta años de castidad, a fin de imposibilitar cualquier descendencia que amenazase su reinado. Pero el dios raptó del templo a Rea Silvia y de su acto nacerían los dos muchachos que, amamantados por una loba según la leyenda, darían origen a la fundación de Roma.
El tema es muy frecuente en pinturas y sarcófagos del arte de la época imperial, debido al culto que en Roma se dio a estos personajes.